# Mandamádos
Mandamádos, en grec moderne : Μανταμάδος, est un village et un ancien dème situé au nord de l'île de Lesbos, en Grèce. En tant que dème, il a existé entre 1999 et 2010. À l'entrée en vigueur de la réforme du gouvernement local de 2011, il perd son statut de municipalité et est intégré au dème de Lesbos, dont il devient une unité municipale. Depuis 2019, il est rattaché au dème de Lesbos-Ouest à la suite de la suppression du dème unique de Lesbos dans le cadre du programme Clisthène I.
Selon le recensement de 2001, Mandamádos compte un total de 941 habitants. Il est situé à une altitude de 151 m.
Situé à quelques centaines de mètres au nord du village, le monastère des Taxiarques fait l'objet d'un important pèlerinage sur l'île. Si l'histoire du lieu remonte au XVIIe siècle, le catholicon actuel fut reconstruit en 1789. Non loin de la mer, à proximité d'ateliers de poterie, la petite église Ágios Stéfanos date elle vraisemblablement du XIIIe siècle.